# D’eux
D’eux ist das 13. Studioalbum der kanadischen Sängerin Céline Dion, es ist das neunte in französischer Sprache. Es wurde am 3. April 1995 über das Label Columbia Records veröffentlicht.

## Geschichte und Beschreibung
Die Initiative zu D’eux ging vom französischen Sänger und Komponisten Jean-Jacques Goldman aus, der ihr vorschlug, ein ganzes Album für sie zu schreiben. Im November und Dezember 1994 wurden die Lieder im Méga-Studio in Paris aufgenommen.
Das Album erschien am 27. März 1995 in Frankreich und am Tag darauf in Kanada. Innerhalb von fünf Monaten wurden mehr als eine Million Exemplare verkauft, weltweit letztlich insgesamt zehn Millionen. Noch 2012 war es das meistverkaufte französischsprachige Album der Musikgeschichte und mit vier Millionen Exemplaren das meistverkaufte Album in Frankreich. Das ausgekoppelte Lied Pour que tu m'aimes encore, das bereits am 13. März 1995 erschienen war, war in Frankreich zwölf Wochen lang die meistverkaufte Single. Ein Nummer-1-Hit wurde im Oktober 1995 auch die zweite Auskopplung Je sais pas.

## Titelliste
Musik und Text von Jean-Jacques Goldman, sofern nicht anders angegeben.
1. Pour que tu m’aimes encore (4:14)
2. Le ballet (4:23)
3. Regarde-moi (3:57)
4. Je sais pas (4:33) (Goldman, J. Kapler a)
5. La mémoire d’Abraham (3:50)
6. Cherche encore (Erick Benzi) (3:24)
7. Destin (4:15)
8. Les derniers seront les premiers (feat. Jean-Jacques Goldman) (3:33)
9. J’irai où tu iras (feat. Jean-Jacques Goldman) (3:26)
10. J’attendais (4:24)
11. Prière païenne (4:10)
12. Vole (2:57)

## Kommerzieller Erfolg

### Chartplatzierungen
| ChartsChartplatzierungen     | Höchstplatzierung | Wochen |
| ---------------------------- | ----------------- | ------ |
| Deutschland (GfK)            | 69 (9 Wo.)        | 9      |
| Österreich (Ö3)              | 35 (8 Wo.)        | 8      |
| Schweiz (IFPI)               | 1 (89 Wo.)        | 89     |
| Vereinigtes Königreich (OCC) | 7 (13 Wo.)        | 13     |

| ChartsJahrescharts (1995) | Platzierung |
| ------------------------- | ----------- |
| Schweiz (IFPI)            | 2           |

| ChartsJahrescharts (1996) | Platzierung |
| ------------------------- | ----------- |
| Schweiz (IFPI)            | 1           |

### Auszeichnungen für Musikverkäufe
D’eux verkaufte sich innerhalb der ersten fünf Monate mehr als eine Million Mal. Quellen zufolge soll es sich weltweit mehr als zehn Millionen Mal verkauft haben, davon sind über 8,8 Millionen Einheiten durch Schallplattenauszeichnungen belegt.
| Land/Region                  | Auszeichnungen für Musikverkäufe (Land/Region, Auszeichnung, Verkäufe) | Verkäufe    |
| ---------------------------- | ---------------------------------------------------------------------- | ----------- |
| Belgien (BRMA)               | 6× Platin                                                              | (300.000)   |
| Europa (IFPI)                | 8× Platin                                                              | 8.000.000   |
| Frankreich (SNEP)            | Diamant                                                                | (4.500.000) |
| Kanada (MC)                  | 7× Platin                                                              | 700.000     |
| Neuseeland (RMNZ)            | Platin                                                                 | 15.000      |
| Niederlande (NVPI)           | Platin                                                                 | (100.000)   |
| Polen (ZPAV)                 | Platin                                                                 | (100.000)   |
| Schweiz (IFPI)               | 4× Platin                                                              | (250.000)   |
| Vereinigtes Königreich (BPI) | Gold                                                                   | (100.000)   |
| Insgesamt                    | 1× Gold · 28× Platin · 1× Diamant ·                                    | 8.815.000   |

Hauptartikel: Céline Dion/Auszeichnungen für Musikverkäufe